# Moonfall
Moonfall is een sciencefiction-rampenfilm uit 2022, geregisseerd en mede geschreven door Roland Emmerich. De filmrollen worden vertolkt door Halle Berry, Patrick Wilson, John Bradley, Michael Peña en Donald Sutherland.

## Verhaal
Een mysterieuze kracht slaat de Maan uit zijn baan en stuurt hem op ramkoers met de Aarde. Slechts enkele weken voor de impact en al het leven werd weggevaagd, is voormalig astronaut Jo Fowler ervan overtuigd dat zij de sleutel in handen heeft om de mensheid te redden. Fowler voegt zich bij een klein team en begint aan een schijnbaar onmogelijke missie in de ruimte en laat alles achter, om te ontdekken dat onze Maan niet is wat we dachten.

## Rolverdeling
| Acteur            | Personage           |
| ----------------- | ------------------- |
| Halle Berry       | Jocinda 'Jo' Fowler |
| Patrick Wilson    | Brian Harper        |
| John Bradley      | K.C. Houseman       |
| Michael Peña      | Tom Lopez           |
| Charlie Plummer   | Sonny Harper        |
| Donald Sutherland | Holdenfield         |

## Productie
In mei 2019 werd aangekondigd dat Roland Emmerich de film zou schrijven en regisseren, met een budget van 140 miljoen dollar, waarmee het een van de duurste onafhankelijke films in de geschiedenis zou worden. Lionsgate verwierf de Amerikaanse distributierechten van de film en AGC International verwierf internationale distributierechten.
In mei 2020 werden Josh Gad en Halle Berry gecast en Patrick Wilson en Charlie Plummer werden in juni toegevoegd. In oktober kwamen Stanley Tucci, John Bradley, Donald Sutherland en Eme Ikwuakor erbij en Bradley verving Gad vanwege planningsconflicten. De opnames begonnen in Montreal in oktober 2020, nadat eerder was gepland voor een lentestart.
Michael Peña, Carolina Bartczak, Maxim Roy en Stephen Bogaert werden toegevoegd in januari 2021, waarbij Peña Tucci in zijn rol verving vanwege de reisbeperkingen van COVID-19 die verhinderde Tucci om naar de productie te reizen.
Voor Moonfall werden 1.700 opnamen met visuele effecten gemaakt, voornamelijk uitgevoerd door vier bedrijven, Scanline VFX, Pixomondo, DNEG en Framestore. Scanline was al betrokken bij een teaser die werd gemaakt tijdens de productie van Midway voor de pitch van Cannes, een opname van de maan die achter de aarde opkwam en die in de uiteindelijke film terechtkwam.

## Release
De film ging in première op 31 januari 2022 in Los Angeles. De film werd op 4 februari 2022 in de Verenigde Staten uitgebracht door Lionsgate.

## Ontvangst
De film ontving gemengde recensies van critici. Op Rotten Tomatoes heeft Moonfall een waarde van 38% en een gemiddelde score van 4,50/10, gebaseerd op 194 recensies. Op Metacritic heeft de film een gemiddelde score van 41/100, gebaseerd op 44 recensies.